# Designhogeschool van Umeå
De  Designhogeschool van Umeå (Zweeds: Designhögskolan i Umeå; Engels: Umeå Institute of Design, UID) is een hogeschool voor industriële vormgeving binnen de Universiteit van Umeå in Zweden.
De hogeschool werd geopend in 1989 en is uitsluitend bestemd voor het onderwijs van industriële ontwerpen, ontwerpen over transport en interactieve ontwerpen. Het instituut is gelegen tussen de belangrijkste campus en het centrum van Umeå als onderdeel van de Umeå-kunstcampus.
Het is de enige Scandinavische school die is genoteerd in de top 60-lijst van designscholen wereldwijd van  BusinessWeek  - in alle drie de lijsten (2006, 2007 en 2009). De school wordt ook genoemd als een van de 18 's werelds beste designscholen in 2010. In 2011 werd UID gerangschikt als het op een na beste designinstituut in de regio "Europa en Amerika" door het red dot instituut en in 2012 behaalde UID de eerste plaats.

## Onderwijsaanbod

### Bachelor
Het Instituut biedt een driejarige opleiding Industrial Design die leidt tot een bachelordiploma (alleen in het Zweeds).

### Master
Er zijn drie internationaal georiënteerde en gespecialiseerde tweejarige programma's die leiden tot een Masterdiploma. De drie programma's zijn Product design, Interaction design en Transport design.

### Eenjarige cursussen
Er worden eenjarige cursussen aangeboden op UID , zowel in het Engels als in het Zweeds gegeven. De Industrial Design inleiding is open voor studenten met een vooropleiding in een ander vakgebied , die zich willen specialiseren op het gebied van ontwerp of om zich voor te bereiden op toekomstige ontwerpstudies. Design connections is een specialisatieopleiding op masterniveau , voor studenten met een diploma van industrieel design.

### Onderzoeken en doctorale studies
Het instituut voert ook toegepast onderzoek en ontwikkeling binnen de Design Group Research en het Volvo Research Programme (SET ). Sinds de herfst van 2001 worden ook doctorale studies in industrieel design aangeboden (in het Engels).